# 노보로시야 연방국

2014년에 제안된 국기

노보로시야 연방국(러시아어: Федеративное государство Новороссия 페데라티브노에 고수다르스트보 노보로시야[*]; Federativnoe Gosudarstvo Novorossiya) 또는 인민공화국연합(러시아어: Союз Народных Республик 소유즈 나로드니흐 레스푸블리크[*]; Soyuz Narodnykh Respublik, 우크라이나어: Союз Народних Республік 소유즈 나로드니흐 레스푸블리크[*]; Soyuz Narodnikh Respublyk)은 우크라이나로부터 독립을 선포한 도네츠크주와 루한스크주 일대 지역이 모여 결성한 미승인국이다. 2014년 4월 도네츠크 인민공화국과 루간스크 인민공화국이 독립을 선포하였으며 5월 22일 2개국을 연합한 연방을 선언하였다. 5월 24일 2개국 지도자들이 두 나라의 연합을 창설하는 조약에 서명함으로 공식화되었다. 우크라이나 정부는 도네츠크 인민공화국과 루간스크 인민공화국을 강제로 군사적으로 자신들의 영토를 점령한 테러리즘으로 규정하기에 대한민국과 우크라이나는 노보로시야 연방국을 인정하지 않는다.(우크라이나 친러시아 분쟁)
'노보로시야'를 의역한다면 신러시아가 되겠지만, 영어권 매스미디어에서는 의역하지 않고 "노보로시야"라는 이름을 그대로 제시하고 있다.
노보로시야의 상태는 현재로서는 분명하지 않다. 도네츠크 인민공화국의 지도부는 노보로시야가 국가로서 성립되었다고 발표하였으나, 루간스크 인민공화국의 인민주지사 발레리 볼로토프는 그의 그룹을 대신하여 "공화국 수반" 알렉세이 코리아킨에 의해 조약이 체결되었기 때문에, 그의 그룹이 합병에 포함되는지에 대해 이의를 제기하였다. 5월 26일 볼로토프에 따르면, "어떠한 합의도 도출되지 않았지만", "인민공화국들의 연합(Union)"을 만들려는 것이 의도된다고 한다. 5월 31일의 인터뷰에서, 도네츠크 인민공화국의 국가원수 데니스 푸실린은 "노보로시야는 현재 인민공화국들의 연합으로 존재하고 있지만, 만약 더 많은 영토들이 노보로시야에 가입한다면 인민공화국들 사이의 협동수준은 심화될 수 있음"을 밝혔다.

## 역사
2014년 5월 13일 도네츠크에서 성립된 신러시아당 은 5월 22일에 그 첫 당 대회에서 새로운 미승인국인 "신러시아"를 선언했다. 그 모임에는 파벨 구바레프를 비롯한 도네츠크 인민공화국 인사들과 돈바스 인민군, 작가 알렉산드르 프로하노프, 정치과학자이자 유라시아당 당수 알렉산드르 두긴과 발레리 코로빈이 참석했다. 두긴에 따르면, 수도는 도네츠크로 하고, 러시아 정교회가 국교가 되며 메이저 산업체는 국영화될 것이라고 한다. 구바레프에 따르면, 이 새로운 나라는 (현재 분리주의 세력의 통제하에 있지 않은 도시들을 포함하여) 하리코프, 헤르손, 드니프로페트로우스크, 미콜라이우, 자포리자를 포함한다고 주장한다. 이틀 뒤, 도네츠크 인민공화국과 루간스크 인민공화국의 지도자들은 새로운 연방을 창설하는 문서에 조인(調印)하였다.
도네츠크와 루간스크가 자치권을 보장받고 우크라이나에 재통합한다는 2차 민스크 휴전 협정이 체결된 후 2015년 5월 20일 노보로시야 측은 계획을 중단하기로 밝혔다. 그러나 아직까지 우크라이나 정부에서 휴전의 조건을 이행하지 않아, 노보로시야의 구성국인 도네츠크 인민공화국과 루간스크 인민공화국은 여전히 독립된 미승인 국가로 남아 있다.
2017년 7월 18일 도네츠크 인민공화국은 루간스크 인민공화국과 연합을 구성하기 위한 말로로시야 계획을 발표하였다.

## 구성국
- 도네츠크 인민공화국
- 루간스크 인민공화국

## 정치

5월 24일 기준, 노보로시야 연방국이 장악한 영토.

### 정부
노보로시야의 최고입법기관은 "인민회의"(러시아어: Народный совет)이다.

### 언어
공용어는 러시아어이며, 소통 목적에 있어서의 다른 언어의 사용은 자유이다.

### 군사
노보러시야 연방국의 군사력은 인민자위대와 인민군에 의해 산출된다. 이들은 자발적이고 전문적이다. 인민회의는 "상황이 악화"될 경우 향토예비군 동원을 선포할 권리를 가진다. 모든 장교들은 노보로시야 인민에 대한 충실함을 서약해야 한다. 이 서약을 깨는 자는 "예외적 형벌"로서 처벌된다.

### 종교
모든 종교적 교육은 러시아 정교회에 속하게 될 것이다. 그러나 "사회의 조화(調和)와 구조(構造)를 파괴"하지 않는 범위 내에서 종교의 자유는 보장된다.

## 추가적 영토 확장

노보로시야가 명목상 통제하는 지역(짙은 빨강), 노보로시야가 주장하는 지역(빨강), 러시아 연방에 병합된 크림반도(파랑).

현재로서는 오직 미승인국들인 도네츠크 인민공화국과 루한스크 인민공화국만이 연방화된 과정에 참여하고 있다. 그러나 도네츠크 인민공화국의 지도자 파벨 구바레프에 따르면, 노보로시야는 단지 도네츠크와 루한스크 지방 뿐만이 아니라 최종적으로는 현재 우크라이나의 하르키우주, 헤르손주, 오데사주, 미콜라이우주, 자포리자주, 드니프로페트로우스크주까지 확장하는 것을 도모하고 있다.

## 같이 보기
- 노보로시야
- 하리코프 인민공화국
- 도네츠크 인민공화국
- 루한스크 의회 공화국
- 루한스크 인민공화국
- 2014년 우크라이나 친러시아 시위
- 파벨 구바레프
- 도네츠크-크리보이로크 소비에트 공화국
- 크림 위기